# Chlamydophila pneumoniae
Chlamydophila pneumoniae (попередня назва Chlamydia pneumoniae) — вид бактерій із родини Chlamydiaceae. Один із найголовніших збудників пневмонії у людини.

## Клінічна характеристика

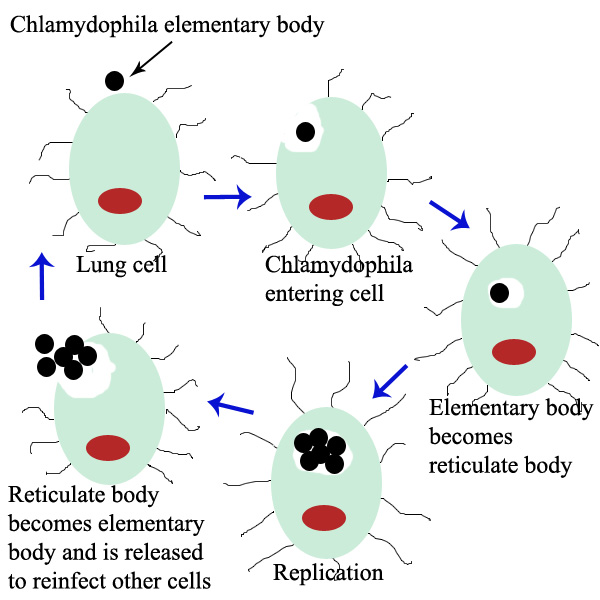
Життєвий цикл Chlamydia pneumoniae

Абсолютний антропоноз (передається людині виключно від хворої або інфікованої людини). Є збудником гострих респіраторних інфекцій у тварин і людини. Незалежно від організму-господаря (людина або тварина), де паразитують штами Chlamydophila pneumoniae, всі вони мають схожі між собою генетичні і антигенні характеристики. Цей вид хламідії викликає у дорослих переважно гострі респіраторні захворювання, зокрема — бронхіти, і м'які форми пневмонії, проте всі хламідійні інфекції мають тенденцію до хронізації процесу. Зараження людини Chlamydophila pneumoniae відбувається повітряно-краплинним шляхом і легенево-пиловим шляхом. Останнім часом накопичується все більше підтверджуючих даних, про наявність можливого взаємозв'язку Chlamydophila pneumoniae з розвитком атеросклерозу і в провокації бронхіальної астми.

## Зовнішні посилання
- «Family Practice Notebook» page on Chlamydia pneumoniae
- Emerging information about Chlamydia pneumoniae in disease & its treatment [Архівовано 1 січня 2016 у Wayback Machine.]